# Fuente de la Fama (Valladolid)
La fuente de la Fama es un monumento de la ciudad española de Valladolid.

## Descripción
La fuente, situada en el parque del Campo Grande de la ciudad española de Valladolid, se inauguró en noviembre de 1881 y honra a Miguel Íscar Juárez, quien fuera alcalde entre 1877 y 1880. Aparece descrita en el Compendio histórico-descriptivo y guía general de Valladolid (1922) de Casimiro González García-Valladolid con las siguientes palabras:

Fuente de la Fama. Se alza majestuosa en la glorieta principal de los jardines del Campo Grande. La erigió el Ayuntamiento para honrar la memoria del Alcalde don Miguel Iscar, a quien se debe la formación de dicho paseo y jardines con todos sus encantos y bellezas. Fué inaugurado el día 11 de Noviembre de 1881. En la columna que forma este sencillo monumento, y sobre la que se hiergue la estatua de la Fama, se hallan dos inscripciones; la del costado principal dice: VALLADOLID A SU ALCALDE MIGUEL ISCAR. MDCCCXXXIII» la del opuesto, bajo una corona de laurel, ostenta la fecha «8 de Noviembre de 1880» que es la de la muerte del inolvidable alcalde.
(González García-Valladolid, 1922, p. 99)